# Água Preta, o livro
Água Preta é um livro de poemas de Almir Zarfeg também conhecido como A. Zarfeg ou, simplesmente, AZ. 
Publicado originalmente em 1991, o livro ganhou sua 4ª edição em 2016, em homenagem aos 25 anos de publicação.
A quarta edição, revista e ampliada, apresenta 63 poemas, os quais Zarfeg dedicou à sua terra natal, Itanhém - BA, outrora conhecida como “Água Preta”, mesmo título da obra.
Pela passagem dos 25 anos de publicação, a obra recebeu moções de aplauso da Federação Brasileira dos Acadêmicos das Ciências, Letras e Artes (FEBACLA), da União Baiana de Escritores (UBESC), Câmara Municipal de Itanhém, dentre outras.
O portal de notícias Água Preta News é uma homenagem ao livro zarfeguiano.